# کشف تابش ریزموج زمینه کیهانی
کشف تصادفی تابش زمینه کیهانی یکی از گشایشهای اساسی در کیهان‌شناسی فیزیکی نوین بود. اگرچه پیشتر در نظریه‌ها وجود آن پیش‌بینی شده‌بود، اما کشف آن به صورت اتفاقی و توسط آرنو آلان پنزیاس و رابرت وودرو ویلسون در هنگام انجام آزمایش با آنتن شیپوری هولمدل صورت گرفت. این کشف گواهی تجربی برای انبساط جهان(نظریه مهبانگ) و علیه نظریه حالت پایدار محسوب می‌گردد. در سال ۱۹۷۸ به پنزیاس و ویلسن برای کشف مشترکشان جایزه نوبل فیزیک اهدا شد.